# Siriella australiensis
Siriella australiensis är en kräftdjursart som beskrevs av Panampunnayil 1995. Siriella australiensis ingår i släktet Siriella och familjen Mysidae. Inga underarter finns listade i Catalogue of Life.